# Шегрт (презиме)
Шегрт је српско-хрватско презиме. Носе га етнички Срби и Хрвати. Може се односити на следеће особе:
- Владо Шегрт, предсједник предсједништва Народне скупштине СРБиХ (септембар 1948. - март 1953.)